# Годлевский, Пётр Лукьянович
Петр Лукьянович Годлевский (15.05.1928—12.02.2012) — советский, российский журналист, публицист.

## Биография
Родился 15 мая 1928 года в селе Бурлин Бурлинского района Западно-Казахской области Казахской ССР в семье Лукьяна Дмитриевича Годлевского и Анастасии Александровны (урождённой Тихоновой). По отцовской линии происходил из старинного польского шляхетского рода Годлевских; по материнской линии — из старообрядческой семьи Тихоновых. Детские и юношеские годы прошли в Уральске, куда семья Годлевских переехала в 1936 году.
В 1951 году окончил Сталинградский государственный педагогический институт, получив диплом с отличием.
Трудовую деятельность начал в 1951 году специальным корреспондентом молодежной газеты «Молодой ленинец» в Сталинграде.
В 1955—1956 гг. — литературный сотрудник, заместитель редактора газеты «Стройка коммунизма», печатного органа строительного управления «Сталинградгидрострой» в г. Волжском Сталинградской области.
В 1956—1961 гг. — собственный корреспондент газеты «Комсомольская правда» по Иркутской области.
В 1961—1976 гг. — собственный корреспондент информационного Агентства печати «Новости» (АПН) по Волгоградской, Саратовской, Астраханской областям и республике Калмыкии.
В 1976—1977 гг. — главный редактор Куйбышевской студии кинохроники Госкино СССР.
В 1977—2008 гг. — собственный корреспондент по Поволжью газеты «Советская торговля» (с 1990 года — «Торговая газета»).
Кроме журналистики, занимался литературным трудом, автор сборника рассказов, повести, романа и пьесы. Снятый по его сценарию фильм «Непокорённый Сталинград» демонстрировался более чем в 80 странах, а другой фильм «Дети Сталинграда» был удостоен высшей литературной награды Германской Демократической Республики «Серебряная стрела».

## Семья
Был дважды женат. В 1953 году женился на Фаине Ильиничне Сазоновой (20.01.1932 — 02.10.2016). От этого брака родился сын Игорь (1956 г.р.) Развёлся в 1979 году. В 1979 году женился на Валентине Петровне Орловой (27.08.1941 — 12.03.2005).

## Членство в организациях
Член КПСС с 1953 года. Член союза журналистов СССР с 1959 года.

## Список произведений
- Сборник рассказов «Когда сердце бьётся комсомольское» (1960, Иркутское книжное издательство);
- Повесть «Человек ушёл из дома» (1963, Волгоградское книжное издательство);
- Роман «На быстрине» в 2-х книгах (1973—1975, Нижне-Волжское книжное издательство);
- Пьеса «Святые на площади» (для Волгоградского областного драматического театра, 1987);
- Книга «Кооперативы: миф и реальность» (1991, Нижне-Волжское книжное издательство);
- Сценарий фильма «Непокорённый Сталинград»;
- Сценарий фильма «Дети Сталинграда».

## Награды и премии
- Медаль «За доблестный труд», Указ Президиума Верховного Совета СССР от 21.03.1979 г.
- Медаль «Ветеран труда», Указ Президиума Верховного Совета СССР от 21.02.1990 г.
- Орден «За заслуги перед Отечеством II степени», Указ Президента РФ от 25.09.2004 г.[3]
- Медаль «Честь и польза» Международного Благотворительного Фонда «Меценаты столетия» от 28.04.2006 г.
- Литературная премия ГДР «Серебряная стрела».